# A volte ritornano (film)
A volte ritornano (Sometimes They Come Back) è un film per la televisione del 1991 diretto da Tom McLoughlin, basato sul racconto di Stephen King che dà il titolo alla raccolta omonima. 
Il film ha avuto due seguiti: A volte ritornano ancora (1996) diretto da Adam Grossman e Stazione Erebus (1998) diretto da Daniel Zelik Berk.

## Trama
Jim è un insegnante di letteratura. Per motivi di lavoro è costretto a trasferirsi con la sua famiglia nella città dove ha trascorso la sua traumatica infanzia. Da bambino Jim e suo fratello maggiore Wayne furono aggrediti in un tunnel ferroviario da un gruppo di teppisti. Wayne perse la vita accidentalmente per mano del capobranco, Jim si mise in fuga mentre 3 dei 4 teppisti vennero investiti da un treno in corsa. Sconvolti dal terribile lutto il piccolo Jim e i suoi genitori abbandonarono per sempre la città. Ora, ormai maturo è costretto a ritornare con la sua famiglia nello stesso luogo che segnò la sua vita per sempre e dove lo attende il suo passato: i tre malviventi che uccisero suo fratello Wayne sono tornati per la resa dei conti.

## Distribuzione
In Italia è stato distribuito anche nelle sale cinematografiche, nell'estate del 1991.

## Riconoscimenti
- 1993 - Young Artist Award
  - Miglior giovane attore in un film TV (Chris Demetral)